# Aller Friskole
 Der er for få eller ingen kildehenvisninger i denne artikel, hvilket er et problem. Du kan hjælpe ved at angive troværdige kilder til de påstande, som fremføres i artiklen.

Aller Friskole er en friskole lige øst for Aller Kirke i landsbyen Aller øst for Christiansfeld. Bygningen blev oprindeligt opført i 1763, som våbenhusskole, hvor der blev undervist på tysk. I 1767 blev der påbegyndt et støre byggeri skolen skulle omdannes til en sogneskole. I 1771 blev den første skole i Aller indviet. Skolen blev efterhånden både slidt og for lille, så i 1820 byggede man en ny skole der fungerede indtil cirka 1904. I 1905 blev Aller Skole grundlagt og fungerede indtil 1987. I 1988 blev Aller Friskole, som stadig fungerer i dag, grundlagt. 